# Калиновский сельсовет (Дагестан)
Калиновский сельсовет  — административно-территориальная единица и муниципальное образование со статусом сельского поселения в Тарумовском районе Дагестана Российской Федерации.
Административный центр — село Калиновка.

## Население
| 2002  | 2010  | 2012  | 2013  | 2014  | 2015  | 2016  |
| ----- | ----- | ----- | ----- | ----- | ----- | ----- |
| 1825  | ↗1841 | ↗1848 | ↗1875 | ↗1885 | ↗1909 | ↗1929 |
| 2017  | 2018  | 2019  | 2020  | 2021  | 2023  | 2024  |
| ↗1974 | ↗1989 | ↗2004 | ↗2033 | ↗2230 | ↗2248 | ↗2255 |
| 2025  |       |       |       |       |       |       |
| ↗2260 |       |       |       |       |       |       |

## Состав
| № | Населённый пункт | Тип населённого пункта       | Население |
| - | ---------------- | ---------------------------- | --------- |
| 1 | Калиновка        | село, административный центр | ↗2194     |
| 2 | Куйбышево        | село                         | →36       |